# Silnice III/29010
Silnice III/29010 je silnice III. třídy tvořená Nádražní ulicí v Raspenavě ve Frýdlantském výběžku v okrese Liberec. Spojuje ze dvou stran silnici číslo II/290 s raspenavskou železniční stanicí.

## Popis
Začátek silnice je na stykové (tříramenné) křižovatce se silnicí II/290 u domu číslo popisné 461 v Raspenavě. Od ní pokračuje jižním směrem alejí mezi vzrostlými listnatými stromy, ale po asi 450 metrech se ostře stočí k východu. Následně pokračuje podél železniční tratě číslo 037 (spojuje Liberec s Černousy a dále s polským městem Zawidów), ze severní strany míjí staniční budovu a klesá opět k silnici číslo II/290. Na ní se napojí na stykové křižovatce u domu číslo popisné 647 (uzenářská prodejna Karla Kloučka) poblíž zdejší požární zbrojnice a tím popisovaná komunikace končí.